# 弗尔克林根
弗尔克林根（德語：Völklingen，發音：[ˈfœlklɪŋən] ⓘ；摩泽尔法兰克语：Välglinge）是德国萨尔兰州萨尔布吕肯地区联合体的城市，总面积67.06平方千米，2024年6月30日总人口为41,632人。

## 友好城市
弗尔克林根与以下城市结为友好城市：
- 法國 摩泽尔河畔阿尔斯
- 法國 福尔巴克
- 法國 莱利拉